# Conecte
Conecte musical fue una revista mexicana dedicada a la música rock. Creada en 1974, de circulación en toda la República Mexicana en tamaño tabloide y fundada por Arnulfo Flores Muñoz.

## Historia
Luego del desenlace del Movimiento estudiantil de 1968, en la década de los setenta en México existían pocos espacios en donde se presentaran grupos musicales de rock o propuestas de ritmos musicales distintas a las presentadas y promovidas en los medios de comunicación masiva como la radio o la televisión. Las publicaciones periodísticas relacionadas al rock eran escasas, y en ese contexto, en 1974, Arnulfo Flores Muñoz fundó la revista Conecte musical en la editorial Editoposter.
La dirección corrió a cargo de José Luis Pluma Trejo por muchos años. Entre sus redactores se incluyeron David Cortés, Marco Rueda, Merced Belén Valdés, Oso Munguía, Antonio Malacara, Arturo Castelazo, Jorge Reyes, Eduardo Leduc, Ricardo Bravo, Vladimir Hernández, y el Ingeniero Navarro quien escribía desde Chicago, entre otros.
Incluía entrevistas, información sobre los acontecimientos alrededor del rock, biografías, así como datos y comentarios sobre la discografía y bibliografía roquera.
Javier Hernández Chelico, que colaboró con la revista, mencionó en 2004 que Conecte fue "la única revista de rock que circuló durante 30 años aquí en México".
Durante mucho tiempo fue la única manera de conocer la letra de canciones de grupos en inglés